# Droga wojewódzka 778
Die Droga wojewódzka 778 (DW 778) ist eine einen Kilometer lange Droga wojewódzka (Woiwodschaftsstraße) in der polnischen Woiwodschaft Masowien, die den Bahnhof Tarczyn in Tarczyn mit der Droga krajowa 7 verbindet. Die Strecke liegt im Powiat Piaseczyński.

## Streckenverlauf
Woiwodschaft Masowien, Powiat Piaseczyński
-  Tarczyn (DK 7, DW 876)